# Laguna de las Nutrias
La laguna de las Nutrias es un espejo de agua de unas 26 hectáreas ubicado 1,5 km al oeste de la Laguna de Rocha en el departamento de Rocha, Uruguay. La zona de la laguna de las Nutrias es parte de un establecimiento privado y está custodiada por un guardaparque.
La laguna de las Nutrias es un sitio de reproducción y asentamiento de varias especies de aves acuáticas coloniales y muchos vertebrados, invertebrados y flora acuática representativa de humedales.
Allí se instalan cada año importantes colonias de garzas de diferentes especies, de ibis de cara blanca o cuervillos de cañada y de gaviotines, gaviotas de capucho café, gaviotas cáhuil o chelles. En la laguna de las Nutrias se ubica una de las dos colonias de cría más grandes de gaviotines de Uruguay. En el bosque nativo vecino a la laguna pueden encontrarse nidos de aves residentes y de aves migratorias.
El área está afectada por acciones ilegales de extracción de huevos de gaviotas y de caza de carpinchos y nutrias.